# Лонгв'ю-Гайтс (Вашингтон)
Лонгв'ю-Гайтс (англ. Longview Heights) — переписна місцевість (CDP) в США, в окрузі Коуліц штату Вашингтон. Населення — 4033 особи (2020).

## Географія
Лонгв'ю-Гайтс розташований за координатами 46°10′50″ пн. ш. 122°57′26″ зх. д. / 46.18056° пн. ш. 122.95722° зх. д. (46.180693, -122.957288).  За даними Бюро перепису населення США в 2010 році переписна місцевість мала площу 10,96 км², з яких 10,93 км² — суходіл та 0,03 км² — водойми.

## Демографія
Згідно з переписом 2010 року, у переписній місцевості мешкала 3851 особа в 1454 домогосподарствах у складі 1092 родин. Густота населення становила 351 особа/км².  Було 1544 помешкання (141/км²).
Расовий склад населення:
| - 91,7 % — білих - 1,9 % — азіатів - 1,4 % — корінних американців - 0,2 % — чорних або афроамериканців - 0,1 % — вихідців з тихоокеанських островів - 1,2 % — осіб інших рас |

До двох чи більше рас належало 3,4 %. Частка іспаномовних становила 4,3 % від усіх жителів.
За віковим діапазоном населення розподілялося таким чином: 25,4 % — особи молодші 18 років, 60,5 % — особи у віці 18—64 років, 14,1 % — особи у віці 65 років та старші. Медіана віку мешканця становила 40,0 року. На 100 осіб жіночої статі у переписній місцевості припадало 95,5 чоловіків;  на 100 жінок у віці від 18 років та старших — 98,7 чоловіків також старших 18 років.
Середній дохід на одне домашнє господарство  становив 75 009 доларів США (медіана — 60 098), а середній дохід на одну сім'ю — 89 424 долари (медіана — 71 198). Медіана доходів становила 56 111 долар для чоловіків та 48 583 долари для жінок. За межею бідності перебувало 8,8 % осіб, у тому числі 14,1 % дітей у віці до 18 років та 9,5 % осіб у віці 65 років та старших.
Цивільне працевлаштоване населення становило 1820 осіб. Основні галузі зайнятості: освіта, охорона здоров'я та соціальна допомога — 22,2 %, виробництво — 21,4 %, роздрібна торгівля — 8,9 %, будівництво — 8,8 %.